# Монте Ђове (Рим)
Монте Ђове је насеље у Италији у округу Рим, региону Лацио.
Према процени из 2011. у насељу је живело 139 становника. Насеље се налази на надморској висини од 172 м.